# هندسة جزيئية

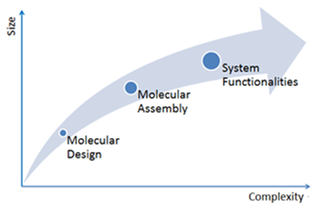

الهندسة الجزيئية (بالإنجليزية: Molecular engineering)‏ هي أي وسيلة لتصنيع الجزيئات وقد تستخدم عادة لخلق جزيء واحد -على نطاق صغير للغاية- في كل مرة على الأكثر. قد لا تتواجد هذه الجزيئات الجديدة في الطبيعة أو قد تكون مستقرة أبعد من مجموعة ضيقة جدا من الشروط.
تعتبر هذه العملية صعبة جدا في أيامنا هذه وذلك لأنها تتطلب تلاعبا يدويا بالجزيئات باستخدام أجهزة مثل المجهر المسحي النفقي. ومن المتوقع في نهاية المطاف أن يتم استغلال 'الجزيئات المساعدة' شبيهة الحياة ذاتية الاستنساخ والتي هي مهندسة في حد ذاتها. ولهذا يمكن أن ننظر إلى هذا المجال كشكل دقيق من الهندسة الكيميائية والتي تشمل هندسة البروتين أما خلق جزيئات البروتين فهي عملية تحدث طبيعيا في الكيمياء الحيوية مثل استنساخ البريون. برغم ذلك فهي تعطي تحكما أكثر بكثير من التعديل الجيني لجينوم موجود والذي يعتمد بشكل صارم على الكيمياء الحيوية الموجودة لتعبير الجينات بشكل بروتينات ويمتلك قدرة بسيطة على إنتاج أي غير بروتينات. تعتبر الهندسة الجزيئية جزءا مهما من الأدوية وعلوم المواد.
أدى ظهور المجهر المسحي النفقي وليزر انفجار البيكو ثانية في التسعينيات إضافة إلى اكتشاف تطبيقات الأنابيب النانوية الكربونية لتحفيز الإنتاج الشامل لهذه الجزيئات حسب الطلب الميدان إلى التطلع قدما نحو الحقيقة التجارية في الألفية.
كلما نضجت الهندسة الجزيئية بدا واضحا أنها تتلاقى مع الهندسة الميكانيكية بما أن الجزئيات التي يتم تصميمها عادة ما تشبه الآلات الصغيرة. الوصول إلى نظرية عامة لتأليف الجزيء الميكانيكي بهدف محاذاة التركيب الضوئي والتركيب الكيميائي (حيث تستخدم الكائنات الحية كليهما) هي الهدف النهائي للمجال. قد يؤدي هذا إلى مجمع جزيئات وفقا لبعضهم مثل ك. إيريك دريكسلر ورالف ميركل وروبرت فريتس واحتمالية دمج أعداد كبيرة من المجمعات في مصنع نانو على مقياس الكيلو جرام.
غالبا ما تسمى الهندسة الجينية «بتقانة النانو» وذلك في إشارة إلى مقياس النانو متر الذي يجب أن تعمل طرقها الأساسية استنادا عليه. مع ذلك يعتبر هذا المصطلح غامضا تبعا لاختلاس الكلمة بالترافق مع التقنيات الأخرى -مثل الطباعة الحجرية للأشعة السينية- والتي لا تستخدم لصناعة جزئيات أو أيونات حرة التعويم جديدة.
تحمل التطورات المستقبلية في الهندسة الجزيئية وعدا بمنافع عظيمة ومخاطر عظيمة أيضا. انظر مقال تقانة النانو لمناقشة شاملة لمزيد من المظاهر الفكرية للتقنية ويعتبر المجمع الجزيئي هو أكثر مظهر أثار الجدل بينها.

### مواضيع عامة
- هندسة البروتين
- تعديل وراثي
- أسلحة الدمار الشامل
- نمذجة جزيئية

## الشركات المتخصصة في مجال الهندسة الجزيئية
- Nanosys
- Zyvex

## وصلات خارجية
- مركز تقانة النانو المسؤولة (انظر خصوصا «مفاهيم التصنيع الجزيئي»)
- Wise-Nano، مشروع ويكي خاص بـ مركز للتقانة المسؤولة، مكرس لتصنيع الجزيئات
- معهد فورسايت
- موقع مجمع الجزيئات
- نانوسيستيمس: الآلات الجزيئية والتصنيع ومؤشر حسابات وعينة فصول
- أوقات بسيطة
- [برنامج مجاني لنمذجة كيانات تقانة النانو http://www.nano-hive.com/ Nano-Hive: Nanospace Simulator]
- مستقبل الحوسبة الجزيئية
- Unravelling the Big Debate over Small Machines an article that details the evidence supporting molecular manufacturing
- تقدير جدول زمني لمجمع الجزيئات